# Тимофей (Евангелинидис)
Митрополи́т Тимофе́й (греч. Μητροπολίτης Τιμόθεος, в миру Тиле́махос Евангелини́дис, греч. Τηλέμαχος Ευαγγελινίδης; 23 апреля 1880, Полихнитос, Лесбос — 6 октября 1949, Стамбул, Турция) — епископ Константинопольской православной церкви, митрополит Родосский (1947—1949).

## Биография
Окончил Евангельскую школу в Смирне и Великую школу Нации на Фанаре.
Пострижен в монашество в монастыре Лимонос и рукоположён в сан иеродиакона и иеромонаха митрополитом Мифимнским Стефаном. Служил протосинкелом митрополита Стефана до 1910 года.
В 1910 году поступил в Богословскую школу на острове Халки, по окончании которой в 1914 году назначен настоятелем греческой общины в Бухаресте и учителем тамошней греческой школы.
С 1921 по 1931 года служил представителем (апокрисарием) Константинопольского Престола при Румынской православной церкви.
30 ноября 1931 года хиротонисан во епископа с возведением в сан митрополита Австралийского и Новозеландского. Прибыл в Австралию 26 января 1932 года. 3 декабря 1939 год созвал конференцию всего православного духовенства Австралии — греческого, русского и сирийского, на которой обсуждались вопросы о смешанных браках и о взаимоотношениях с англиканским духовенством, с которым допускалось молитвенное, но не евхаристическое общение.

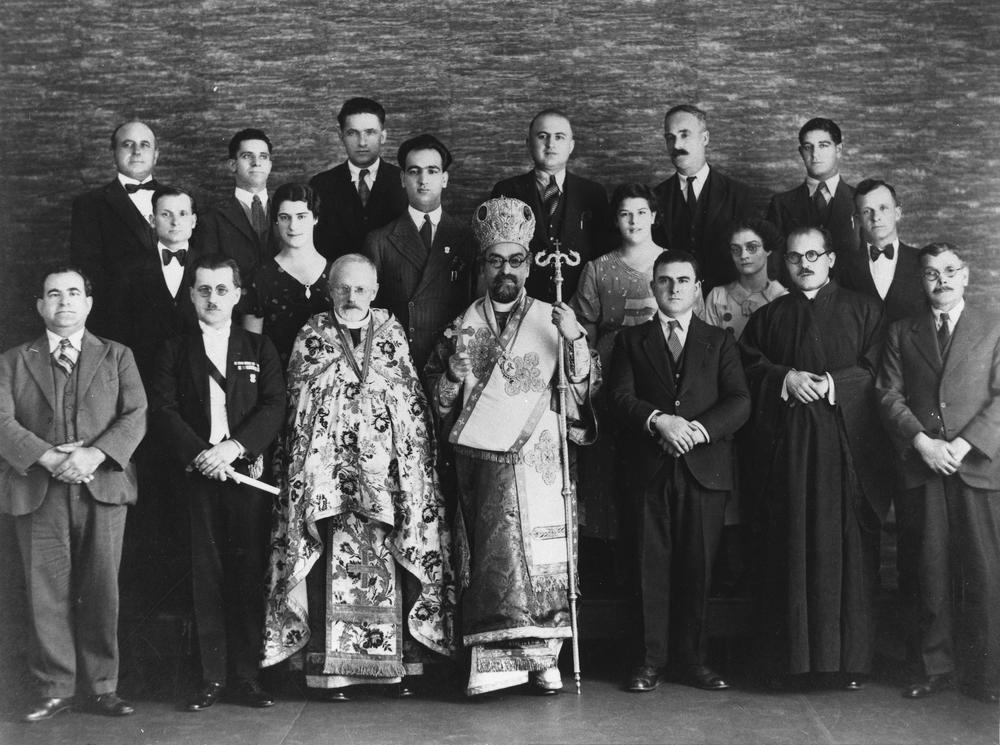
Архиепископ Австралийский Тимофей (в центре) с хором греческой православной церкви Св. Георгия (Брисбен, 1935).

16 января 1947 года избран митрополитом Родосским.
7 июня 1949 года назначен Архиепископом Американским после избрания архиепископа Афинагора (Спиру) Константинопольским Патриархом. Однако митрополит Тимофей, переживший к тому времени несколько сердечных приступов, из за болезненного состояния вынужден был отказаться от кафедры и продолжил управлять Родосской митрополией, где и скончался 6 октября того же года.
Похоронен на кладбище Балукли в Стамбуле. В 1961 году его останки перенесены на родину.
Владел греческим, русским, английским, румынским и сирийским языками, был уважаем и любим как православными, так и англиканскими прихожанами.